# La cruz del sur (película)
La cruz del sur es una película argentina dramática de 2003 dirigida por Pablo Reyero y protagonizada por Letizia Lestido, Luciano Suardi y Humberto Tortonese. Se proyectó en la sección Un Certain Regard del Festival de Cannes 2003.

## Reparto
- Letizia Lestido - Nora
- Luciano Suardi - Javier
- Humberto Tortonese - Wendy
- Mario Paolucci - Rodolfo
- Silvia Baylé - Mercedes
- Oscar Alegre - Negro